# Glutaraldéhyde
Le glutaraldéhyde est une substance utilisée pour la fixation des protéines et la stérilisation mais aussi dans certains processus industriels.

## Nature du produit
C'est un liquide incolore très odorant, à l'aspect huileux, soluble dans l'eau, dans l'alcool et dans le benzène.

## Toxicité
C'est un produit toxique (toxicité cellulaire et systémique), qui, une fois inhalé, peut causer une irritation sévère des yeux, du nez, de la gorge et des poumons, ainsi que des maux de tête et des troubles de la perception.

## Usages

### Biologie
Le glutaraldéhyde est utilisé pour la fixation des tissus en microscopie optique et électronique. Par exemple, il permet de fixer les protéines avant la coloration lors d'électrophorèses SDS-PAGE. Il est aussi utilisé comme intermédiaire de « cross-linking » (ou réticulation) intermoléculaire entre protéines. Il a des propriétés de fluorescence : il absorbe la lumière à une longueur d'onde de 540 nm et émet à 560 nm.

### Médical
En milieu hospitalier dans le cadre de la décontamination des endoscopes, le glutaraldéhyde permet un nettoyage des appareils et dépose un film de protection. Désormais, à la suite de plusieurs décrets, ce produit tend à être remplacé par l'acide peracétique.
On le trouve dans la composition de certains vaccins : Pentavac (coqueluche, diphtérie, tétanos, poliomyélite, hiB)
Tetravac-Acellulaire (coqueluche, diphtérie, tétanos, poliomyélite).

### Industrie
Dans le secteur industriel, le glutaraldéhyde peut être utilisé dans le tannage du cuir ou comme un intermédiaire chimique de la fabrication des adhésifs et de matériel électrique. Il peut également être utilisé comme agent de conservation de certains produits chimiques comme les adoucisseurs et les cosmétiques mais aussi dans les processus d'embaumement en thanatopraxie.
Le glutaraldéhyde est utilisé comme biocide dans les fluides de fracturation hydraulique, pour protéger contre les bactéries du sol les gommes naturelles (guar) présentes dans le fluide.

### Autres
Récemment, le glutaraldéhyde a commencé à être utilisé dans le domaine de l'aquariophilie. En petites doses, dans les aquariums plantés, le carbone de ce composé est assimilé par les plantes aquatiques pour la photosynthèse.  Il faut faire attention, car une dose trop forte pourrait endommager la faune et la flore aquatique.

## Divers
Le glutaraldéhyde fait partie de la liste des médicaments essentiels de l'Organisation mondiale de la santé (liste mise à jour en avril 2013).